# HL Canis Majoris
HL Canis Majoris (HL CMa) – kataklizmiczna gwiazda zmienna, nowa karłowata typu Z Cam położona w gwiazdozbiorze Wielkiego Psa.
HL CMa – mimo jej stosunkowo dużej jasności w chwili pojaśnień – została odkryta w 1981 roku, co było spowodowane jej małą odległością kątową od Syriusza (mniej niż 9'). Układ ten został odkryty dzięki temu, że jest bardzo jasnym źródłem promieniowania rentgenowskiego i został zarejestrowany przez rentgenowskiego satelitę „Einstein”. Jego obserwowana jasność rentgenowska jest porównywalna do jasności Syriusza B, zaobserwowano jej zmienność rentgenowską w skalach czasowych od 1 do 10 minut.
Układ został odkryty tak późno, ponieważ blask Syriusza powodował, że teleskopy optyczne nie były kierowane w te okolice w obawie przed uszkodzeniem detektorów. Układ rotuje z okresem 5 godzin i 12 minut i wybucha co około 2 tygodnie, pojaśniając od jasności 14,9m do jasności 10,6m.
HL CMa ma również nietypowe wybuchy, znacznie słabsze niż normalne, z długim okresem między nimi. W latach 1998 i 2002 obserwowano długie okresy zmniejszonej aktywności układu.